# Kevin Ratcliffe
Kevin Ratcliffe (Mancot, 12 november 1960) is een Welsh voormalig betaald voetballer die doorgaans als centrale verdediger speelde. Ratcliffe geldt als een clubicoon van Everton, waar hij van 1980 tot 1992 speelde en waar hij de gouden jaren onder trainer Howard Kendall beleefde. Ondanks zijn positie als centrale verdediger begon Ratcliffe als linksback, zonder veel succes. Hij speelde 59 interlands in het Welsh voetbalelftal van 1981 tot 1993.

## Biografie
Ratcliffe kwam uit de jeugd van Everton. De eerste prijs die Ratcliffe won met Everton was de FA Cup in 1984, tegen Watford (2–0). In de tijd van Ratcliffe vocht de club keer op keer spannende derby's uit met stadsrivaal Liverpool. In 1985 en 1987 veroverde hij de Engelse landstitel met de club onder trainer Howard Kendall. 
Ratcliffe was een vaste waarde vanaf 1982, doorgaans spelend aan de zijde van Derek Mountfield in het centrum van de verdediging. Ratcliffe won de Europacup II met Everton in 1985. In de finale versloeg Everton het Oostenrijkse Rapid Wenen met 3–1. In 1983 werd hij al aanvoerder, op amper 23-jarige leeftijd. In 1989 ging de FA Cup verloren tegen Liverpool na verlenging, in de nasleep van de Hillsboroughramp. Stuart McCall scoorde twee keer voor Everton, maar dat was niet genoeg want Everton incasseerde goals van John Aldridge en Ian Rush (2). Everton verloor de bekerfinale van 1989 met 3–2. Een opstootje met Wimbledon-speler Vinnie Jones in 1989 was een smet op de carrière van Ratcliffe. Jones, die zelf van geen kleintje vervaard was, zou hem een kopstoot hebben uitgedeeld. Echter volgens Jones raakte hij Ratcliffe niet. "Ratcliffe was een toneelspeler", klonk het. Ironisch genoeg werd Jones na zijn carrière filmacteur. In de autobiografie van toenmalig Everton-aanvaller Graeme Sharp, op wie Jones een overtreding beging waarop Ratcliffe hem bestormde, gaven Sharp en Ratcliffe toe dat ze Vinnie Jones, heethoofd en dus vaak opgenaaid op het veld, een rode kaart wilden aansmeren en dat Ratcliffe overdreef bij de fase met de kopstoot.
Ratcliffe speelde 461 officiële wedstrijden voor Everton. In 1992 verliet hij de club op 31-jarige leeftijd. 
Van 1992 tot 1995 kwam de verdediger achtereenvolgens uit voor het Schotse Dundee, het Welshe Cardiff City en de Engelse clubs Nottingham Forest, Derby County en Chester City. Hij speelde echter opvallend minder dan gedurende zijn lange periode bij Everton. In 1995 stopte een 34-jarige Ratcliffe met voetballen bij Chester City.

## Erelijst
Everton FC 
- First Division

1985, 1987
- FA Cup

1984
- Europacup II

1985
- FA Charity Shield

1987